# Montreal Pool Room
Le Montreal Pool Room est un casse-croûte situé sur le boulevard Saint-Laurent dans l'ancien quartier du Red Light de Montréal. Fondée en 1912 par Dako Filipov, un immigrant bulgare, il doit déménager de l'autre côté de la rue par rapport à son emplacement d'origine en 2010 pour faire place au développement du Carré Saint-Laurent dans le Quartier des spectacles. Il est connu pour ses hot-dogs et patates frites. Le restaurateur Socrates Goulakos achète le Pool Room en 2019,,.